# Limoges-Fourches
Limoges-Fourches ist eine französische Gemeinde mit 599 Einwohnern (Stand 1. Januar 2022) im Département Seine-et-Marne in der Region Île-de-France. Sie gehört zum Arrondissement Melun und zum Kanton Fontenay-Trésigny.
Die Einwohner nennen sich Limofurcaciens.

## Geographie
Limoges-Fourches liegt 36 Kilometer südöstlich von Paris.

### Nachbargemeinden
Umgeben ist Limoges-Fourches von den Gemeinden Lissy, Évry-Grégy-sur-Yerre, Soignolles-en-Brie, Montereau-sur-le-Jard und Réau.

## Geschichte
Limoges-Fourches wurde erstmals im 10. Jahrhundert urkundlich überliefert.

### Bevölkerungsentwicklung
| Jahr      | 1962 | 1968 | 1975 | 1982 | 1990 | 1999 | 2007 |
| Einwohner | 206  | 224  | 214  | 230  | 230  | 297  | 439  |

## Sehenswürdigkeiten

Kirche Saint-Médard

- Kirche Saint-Médard